# Yara de Novaes
Yara de Novaes Gomes (Belo Horizonte, 25 de agosto de 1966) é uma atriz, diretora e professora de teatro.
Yara tem dois filhos, Pedro Rocha  e Rafael de Novaes Rocha, com o seu ex-marido, o apresentador Fernando Rocha.
Atriz, desde 1982, Yara tem diversos prêmios em teatro e cinema. Trabalhou como professora nas seguintes universidades: PUC-Minas, UNO-BH, UFPE e FAAP.

## Biografia
Formou-se em Letras pela Universidade Federal de Minas Gerais. Vive e trabalha em São Paulo, onde atua como atriz e diretora de teatro. Fundou, em 2005, o Grupo 3 de Teatro, composto por Débora Falabella, Gabriel Paiva e Yara de Novaes.

## Como diretora de teatro
Dirigiu, entre outras, as seguintes peças:
- O amor e outros estranhos rumores - 3 histórias de Murilo Rubião (São Paulo/2010), com Débora Falabella, Maurício de Barros, Priscila Jorge e Rodolfo Vaz.
- As meninas (São Paulo/2009), de Lygia Fagundes Telles, adaptação teatral de Maria Adelaide Amaral, com Clarissa Rockenbach, Silvia Lourenço e Luciana Brites;
- O caminho para Meca (São Paulo/2008), de Athol Fugard, com atuação de Cleyde Yáconis;
- A mulher que ri (São Paulo/2008), de Paulo Santoro, com atuação de Fernando Alves Pinto, Eloisa Elena e Plínio Soares;
- Um Céu de Estrelas (São Paulo/2006), de Fernando Bonassi;
- A serpente (Rio de Janeiro/2005), de Nelson Rodrigues, com Débora Falabella, Mônica Medeiros e Alexandre Cioletti;
- Noites brancas (Belo Horizonte/2003-2004), de Fiódor Dostoiévski, com Débora Falabella;
- A História do Zoológico (Recife/2001), de Edward Albee;
- Ricardo 3º (Belo Horizonte/1999-2000), de William Shakespeare, com atuação de Jorge Emil, Ernani Maletta, Gustavo Wernek e Nivaldo Pedrosa, entre outros;
- A Aurora de Minha Vida (Belo Horizonte/1997), de Naum Alves de Souza;
- Senhora dos Afogados (Belo Horizonte/1997), de Nelson Rodrigues;
- Manuel, o audaz (Belo Horizonte/1990), musical com roteiro de Fernando Brant;
- Casablanca Meu Amor (Belo Horizonte/1989), de Fernando Arrabal.

## Como atriz de teatro
- Contrações (São Paulo 2013), de Mike Barlett; direção de Grace Passô; com Yara de Novaes e Débora Falabella (ambas indicadas para o Prêmio APCA / "Melhor atriz");
- O continente negro (Rio de Janeiro/2007), de Marco Antonio de la Parra e direção de Aderbal Freire Filho;
- O inspetor geral (substituindo Fernanda Vianna - Grupo Galpão - Belo Horizonte/2004), de N. Gógol e direção de Paulo José,;
- O coordenador (Belo Horizonte/2003), de Benjamin Gallemiri e direção de Carlos Gradim;
- Beijo no asfalto (Belo Horizonte/1996), de Nélson Rodrigues e direção de Wilson Oliveira;
- Mão na luva (Belo Horizonte/1994), de Oduvaldo Vianna Filho,;
- Abajur lilás (Belo Horizonte/1986), de Plínio Marcos;
- A lira dos 20 anos (Belo Horizonte/1984), de Paulo César Coutinho.

## Televisão / Streaming
| Ano       | Título                                   | Personagem                | Informações                   |
| --------- | ---------------------------------------- | ------------------------- | ----------------------------- |
| 1985      | Grande Sertão: Veredas                   | Zenaide                   |                               |
| 2000      | Chiquititas                              | Lurdinha                  | Participação                  |
| 2019      | Shippados                                | Dolores Tenório           |                               |
| 2019      | Irmandade                                | Irene Rocha               | Episódio: "O Certo é o Certo" |
| 2020      | Todas as Mulheres do Mundo               | Margarete                 | Episódios: "Sara" e "Natália" |
| 2021–2022 | Um Lugar ao Sol                          | Inácia Rodrigues Ferreira |                               |
| 2023      | Novela                                   | Cássia / Chiara           |                               |
| 2024      | O Som e a Sílaba                         | Margot Camargo            |                               |
| 2024      | Sutura                                   | R.C.                      |                               |
| 2025      | Ângela Diniz: O Crime da Praia dos Ossos |                           |                               |
| -         | Véspera                                  | Custódia                  |                               |

## No cinema
Longas-metragens (atriz):
- Samba-canção (2002), de Rafael Conde.

Longas-metragens (direção de atores):
- Fronteira (2007), de Rafael Conde.

Curtas-metragens (atriz):
- Todos os dias são iguais (2001), de Carlos Gradim;
- Rua da amargura (2003), de Rafael Conde.

Curtas-metragens (direção de atores):
- Bárbara (2006), de Carlos Gradim;
- A chuva nos telhados antigos (2006), de Rafael Conde;
- Françoise (2001), de Rafael Conde;
- A hora vagabunda (1998), de Rafael Conde.

## Prêmios
- Prêmio Shell (Rio de Janeiro/2018) - melhor atriz, por Love Love Love.
- Prêmio Questao de Crítica 2018- atriz em 3 espetáculos: Justa , Alaska e Love love love
- Prêmio APCA (São Paulo/2013) - melhor atriz, por Contrações, ao lado de Débora Falabella;
- Premio APTR ( Rio) Contrações 2014
- Troféu USIMINAS/SINPARC (Belo Horizonte/2003) - melhor diretora, por Noites Brancas;
- Prêmio Canal Brasil (Festival de Cinema do Recife/2001) - melhor atriz de curta-metragem, por Todos os dias são iguais;
- Prêmio Sesc-Sated (Belo Horizonte/1999) - melhor diretora, por Ricardo 3º;
- Prêmio Fundacen (Belo Horizonte/1989) - diretora revelação, por Casablanca Meu Amor.
- Prêmio Rainha da Cocada Preta (Jacarepaguá/1994) - Tutora Artística do Ano.
- entre outros